# Mixed Race
Mixed Race è il nono album del musicista inglese Tricky, uscito il 27 settembre 2010, anticipato dal singolo estratto Murder Weapon.

## Tracce
1. Every Day
2. Kingston Logic
3. Early Bird
4. Ghetto Stars
5. Hakim
6. Come to Me
7. Murder Weapon
8. Time to Dance
9. Really Real
10. Bristol to London